# Kenny Carr
Kenneth Alan Carr (Washington D. C., 15 de agosto de 1955) es un exjugador de baloncesto estadounidense que jugó 10 temporadas en la NBA. Con 2,01 metros de altura, lo hacía en la posición de alero.

## Trayectoria deportiva

### Universidad
Jugó durante tres temporadas con los Wolfpack de la Universidad Estatal de Carolina del Norte, en las que promedió 20,6 puntos y 9,2 rebotes por partido. En sus dos últimas temporadas lideró la Atlantic Coast Conference en anotación, siendo incluido en ambos en el mejor quinteto de la conferencia. En 1976 fue además incluido en el tercer mejor quinteto All-American.

### Selección nacional
Carr fue convocado con la selección de baloncesto de Estados Unidos que compitió en los Juegos Olímpicos de Montreal 1976, en los que ganaron la medalla de oro. Jugó seis partidos, en los que promedió 6,8 puntos y 3,1 rebotes por partido.

### Profesional
Fue elegido en la sexta posición del Draft de la NBA de 1977 por Los Angeles Lakers, donde jugó dos temporadas como suplente de Adrian Dantley, promediando en su segundo año 7,4 puntos y 4,1 rebotes por partido.
Al poco tiempo de comenzar la temporada 1979-80 fue traspasado a Cleveland Cavaliers a cambio de dos futuras rondas del draft. En los Cavs encontró por fin minutos de juego, siendo titular en la temporada 1980-81, consiguiendo sus mejores registros hasta ese momento, al lograr 15,2 puntos y 10,3 rebotes, el mejor de su equipo en ese aspecto, y el sexto mejor de toda la liga.
Mediada la siguiente temporada es traspasado, junto con Bill Laimbeer a Detroit Pistons, a cambio de Phil Hubbard, Paul Mokeski y dos futuras rondas del draft. Allí no encuentra hueco en el quinteto titular, siendo traspasado a Portland Trail Blazers a cambio de una primera ronda del draft del 82, que acabaría siendo para Ricky Pierce. En los Blazers acabaría siendo uno de los jugadores claves en las 5 temporadas que jugó allí, a pesar de las lesiones que le hicieron perderse gran cantidad de partidos. Su temporada más destacada fue precisamente la última que disputó antes de retirarse, logrando promediar un doble-doble, con 10,8 puntos y 10,2 rebotes por noche.

## Estadísticas de su carrera en la NBA

### Temporada regular
| Temporada | Edad | Equipo                 | Liga | P   | TIT | MIN  | TC  | TCA  | %TC  | 3P  | 3PA | %3P  | TL  | TLA | %TL   | R.OF. | R.DEF. | REB  | ASIS | ROB | TAP | PER | FP  | PTS  |
| 1977-78   | 22   | Los Angeles Lakers     | NBA  | 52  |     | 14.1 | 2.6 | 5.8  | .444 |     |     |      | 1.1 | 1.6 | .647  | 1.0   | 3.0    | 4.0  | 0.5  | 0.3 | 0.3 | 1.7 | 2.4 | 6.2  |
| 1978-79   | 23   | Los Angeles Lakers     | NBA  | 72  |     | 16.0 | 3.1 | 6.3  | .500 |     |     |      | 1.2 | 1.9 | .606  | 1.0   | 3.1    | 4.1  | 0.8  | 0.5 | 0.4 | 1.6 | 2.1 | 7.4  |
| 1979-80   | 24   | TOTAL                  | NBA  | 79  |     | 23.3 | 4.8 | 9.7  | .492 | 0.0 | 0.1 | .000 | 2.2 | 3.3 | .658  | 2.5   | 4.9    | 7.4  | 1.0  | 0.8 | 0.7 | 1.9 | 3.1 | 11.8 |
| 1979-80   | 24   | Los Angeles Lakers     | NBA  | 5   |     | 11.4 | 1.4 | 3.2  | .438 | 0.0 | 0.0 |      | 0.4 | 0.4 | 1.000 | 1.0   | 2.4    | 3.4  | 0.2  | 0.4 | 0.2 | 1.8 | 1.2 | 3.2  |
| 1979-80   | 24   | Cleveland Cavaliers    | NBA  | 74  |     | 24.1 | 5.0 | 10.2 | .493 | 0.0 | 0.1 | .000 | 2.3 | 3.5 | .655  | 2.6   | 5.1    | 7.7  | 1.0  | 0.9 | 0.7 | 2.0 | 3.2 | 12.3 |
| 1980-81   | 25   | Cleveland Cavaliers    | NBA  | 81  |     | 32.3 | 5.8 | 11.3 | .511 | 0.0 | 0.0 | .000 | 3.6 | 5.0 | .714  | 3.2   | 7.1    | 10.3 | 2.4  | 0.9 | 0.5 | 2.9 | 3.7 | 15.2 |
| 1981-82   | 26   | TOTAL                  | NBA  | 74  | 48  | 26.0 | 4.7 | 9.4  | .503 | 0.0 | 0.1 | .100 | 2.7 | 4.1 | .656  | 2.3   | 4.9    | 7.2  | 1.2  | 0.9 | 0.3 | 2.1 | 3.4 | 12.1 |
| 1981-82   | 26   | Cleveland Cavaliers    | NBA  | 46  | 42  | 32.2 | 5.9 | 11.4 | .517 | 0.0 | 0.2 | .111 | 3.2 | 4.8 | .659  | 2.5   | 6.1    | 8.6  | 1.4  | 1.3 | 0.3 | 2.4 | 3.9 | 15.0 |
| 1981-82   | 26   | Detroit Pistons        | NBA  | 28  | 6   | 15.9 | 2.8 | 6.0  | .458 | 0.0 | 0.0 | .000 | 1.9 | 2.9 | .646  | 1.9   | 3.0    | 4.9  | 0.8  | 0.2 | 0.2 | 1.4 | 2.5 | 7.4  |
| 1982-83   | 27   | Portland Trail Blazers | NBA  | 82  | 26  | 28.4 | 4.4 | 8.7  | .505 | 0.0 | 0.1 | .333 | 3.1 | 4.5 | .697  | 2.2   | 5.0    | 7.2  | 1.4  | 0.8 | 0.5 | 2.3 | 3.7 | 12.0 |
| 1983-84   | 28   | Portland Trail Blazers | NBA  | 82  | 57  | 29.9 | 6.3 | 11.3 | .561 | 0.0 | 0.1 | .000 | 3.0 | 4.5 | .673  | 2.5   | 5.3    | 7.8  | 1.9  | 0.8 | 0.4 | 2.5 | 3.3 | 15.6 |
| 1984-85   | 29   | Portland Trail Blazers | NBA  | 48  | 30  | 23.3 | 4.0 | 7.6  | .523 | 0.0 | 0.1 | .000 | 2.5 | 3.4 | .720  | 1.9   | 4.9    | 6.7  | 1.2  | 0.5 | 0.4 | 2.1 | 2.9 | 10.4 |
| 1985-86   | 30   | Portland Trail Blazers | NBA  | 55  | 31  | 28.3 | 4.2 | 8.5  | .498 | 0.0 | 0.1 | .000 | 2.7 | 3.9 | .687  | 2.7   | 6.3    | 8.9  | 1.3  | 0.7 | 0.5 | 1.9 | 3.7 | 11.1 |
| 1986-87   | 31   | Portland Trail Blazers | NBA  | 49  | 43  | 29.4 | 4.1 | 8.1  | .504 | 0.0 | 0.0 | .000 | 2.6 | 3.4 | .746  | 2.7   | 7.5    | 10.2 | 1.7  | 0.6 | 0.3 | 2.1 | 3.2 | 10.8 |
| Total     |      |                        | NBA  | 674 | 235 | 25.5 | 4.5 | 8.9  | .510 | 0.0 | 0.1 | .079 | 2.5 | 3.7 | .684  | 2.2   | 5.2    | 7.4  | 1.4  | 0.7 | 0.4 | 2.1 | 3.2 | 11.6 |

### Playoffs
| Temporada | Edad | Equipo                 | Liga | P  | MIN | TCA | TC  | 3PA | 3P | TLA | TL | R.OF. | REB | ASIS | ROB | TAP | PER | FP  | PTS | %TC  | %3P  | %FT  | MIN  | PTS  | REB  | AST |
| 1977-78   | 22   | Los Angeles Lakers     | NBA  | 2  | 17  | 3   | 8   |     |    | 0   | 0  | 0     | 4   | 0    | 1   | 0   | 3   | 2   | 6   | .375 |      |      | 8.5  | 3.0  | 2.0  | 0.0 |
| 1978-79   | 23   | Los Angeles Lakers     | NBA  | 8  | 117 | 19  | 35  |     |    | 5   | 8  | 4     | 17  | 4    | 4   | 2   | 11  | 18  | 43  | .543 |      | .625 | 14.6 | 5.4  | 2.1  | 0.5 |
| 1982-83   | 27   | Portland Trail Blazers | NBA  | 7  | 171 | 26  | 60  | 0   | 0  | 18  | 23 | 15    | 51  | 10   | 3   | 5   | 10  | 26  | 70  | .433 |      | .783 | 24.4 | 10.0 | 7.3  | 1.4 |
| 1983-84   | 28   | Portland Trail Blazers | NBA  | 5  | 180 | 31  | 59  | 0   | 0  | 12  | 19 | 11    | 35  | 6    | 2   | 2   | 10  | 22  | 74  | .525 |      | .632 | 36.0 | 14.8 | 7.0  | 1.2 |
| 1984-85   | 29   | Portland Trail Blazers | NBA  | 9  | 265 | 50  | 95  | 0   | 1  | 16  | 20 | 30    | 70  | 10   | 3   | 2   | 23  | 40  | 116 | .526 | .000 | .800 | 29.4 | 12.9 | 7.8  | 1.1 |
| 1985-86   | 30   | Portland Trail Blazers | NBA  | 4  | 143 | 24  | 42  | 0   | 1  | 11  | 15 | 9     | 53  | 7    | 5   | 1   | 8   | 18  | 59  | .571 | .000 | .733 | 35.8 | 14.8 | 13.3 | 1.8 |
| Total     |      |                        | NBA  | 35 | 893 | 153 | 299 | 0   | 2  | 62  | 85 | 69    | 230 | 37   | 18  | 12  | 65  | 126 | 368 | .512 | .000 | .729 | 25.5 | 10.5 | 6.6  | 1.1 |